# Bastilla maturescens
Bastilla maturescens là một loài bướm đêm thuộc họ Erebidae. Nó được tìm thấy ở tiểu vùng Ấn Độ, Đông Dương, Thái Lan, Sumatra, Java và Borneo.